# إيرنستس كالفي
إيرنستس كالفي (باللاتفية: Ernests Kalve)‏ مواليد 4 أبريل 1987 في ريغا، هو لاعب كرة سلة لاتفي. بدأ مسيرته الاحترافية في سنة 2004. يبلغ طوله 6 قدم 7 بوصة (2.0 م).

## المسيرة الاحترافية
لعب مع تريفيزو لكرة السلة في الدوري الإيطالي في موسم 2005–2006، ثم لعب مع إيه إس كي ريغا من سنة 2007 إلى 2009، ثم لعب مع نادي فينتسبيلس لكرة السلة في موسم 2009–2010، ثم لعب مع طرابزون سبور لكرة السلة في الدوري التركي في سنة 2012، ثم لعب مع جويرينو فانولي باسكت في الدوري الإيطالي في سنة 2013.

## روابط خارجية
- إيرنستس كالفي على موقع الاتحاد الدولي لكرة السلة (الإنجليزية)
- إيرنستس كالفي على موقع كرة السلة الأوروبية.كوم (الإنجليزية)
- إيرنستس كالفي على موقع ريلجم (الإنجليزية)
- إيرنستس كالفي على موقع بروبوليرز (الإنجليزية)
- إيرنستس كالفي على موقع سبورتس رفرنس (الإنجليزية)